# Cavallo agricolo italiano da tiro pesante rapido
Il cavallo agricolo italiano da tiro pesante rapido (CAITPR o più brevemente TPR) è una razza italiana di cavalli da tiro selezionata dal 1927 ma risalente al 1860 e originaria della pianura veneta, ferrarese e friulana. Molte razze, oggi scomparse, che si diffusero nelle omonime regioni, sono considerate le lontane progenitrici del CAITPR proprio perché erano dotate di forte e robusta costituzione.

## Storia
L'Italia non ha mai considerato nel suo patrimonio equino alcuna razza da tiro pesante. Tuttavia, l'inizio della produzione italiana di cavalli da tiro risale al 1860 circa, periodo in cui andava facendosi sempre più sentita la necessità di poter disporre di un ceppo equino pesante da utilizzare nei lavori in campo agricolo e nel settore militare. Invero, l'agricoltura si stava diffondendo in maniera sempre più consistente nella pianura padana e l'esercito era sempre più esigente nel trasporto dell’artiglieria.
Nel 1860 il deposito Stalloni di Ferrara diede inizio alla sua attività di selezione. Dapprima, nelle numerose prove di incrocio, le fattrici delle razze locali padane vennero incrociate con stalloni che provenivano dal Polesine, ma successivamente furono introdotti stalloni Purosangue inglesi, Hackney e Purosangue Arabi. L'intento era quello di ottenere un cavallo leggero per l’uso agricolo e militare ma, agli inizi del XX secolo, andò delineandosi un nuovo indirizzo. L'uso di macchine e mezzi sempre più pesanti, nel settore agricolo e nei trasporti, orientò gli allevatori verso un cavallo più grande e più forte.
Attorno al 1900 vennero, pertanto, utilizzati stalloni francesi Boulonnais e Percheron, stalloni di razza Ardennese e stalloni bretoni di tipo Norfolk-bretone. Furono proprio quest’ultimi a fornire i maggiori risultati qualitativi e le prime importazioni di tali riproduttori ebbero luogo nel 1911 protraendosi sino alla metà degli anni Venti, nonostante le difficoltà imposte dal primo conflitto mondiale. L'incrocio di stalloni Bretoni con fattrici di varia origine (Noriker, Percheron e Belga da tiro) già presenti nella Pianura veneto-friulana, permise di dare origine a un cavallo robusto di mole medio-pesante, dotato di brillantezza ed eleganza nei movimenti. L'opera di miglioramento creò, dunque, dei soggetti particolarmente idonei agli scopi principali cui erano stati destinati: artiglieria, trasporti civili e lavori nelle grandi aziende agricole.
La selezione interna alla razza ebbe inizio ufficialmente nel 1926, anno in cui furono istituite per Legge le stazioni di fecondazione selezionate attraverso le quali si individuarono le migliori fattrici che andarono a costituire la base materna originaria della razza. Nel 1927 nacque pertanto la prima generazione controllata di puledri del neonato ceppo equino di tipo agricolo-artigliere ovvero derivato bretone. La zona geografica iniziale di produzione fu rappresentata dalla pianura veneta, dalla provincia di Ferrara e dalla pianura friulana.
Ben presto presero l’avvio concorsi morfologici dedicati non solo ai giovani maschi, ma anche alle giovani fattrici e puledre. Tra queste competizioni si affermò rapidamente il concorso di Verona che ebbe origine nel 1934 e per i giovani stalloni furono inoltre istituite delle prove funzionali specifiche.
L'interesse, dunque, verso questa nuova razza andava facendosi sempre più concreto tanto che le fattrici iscritte alle stazioni di selezione crebbero in maniera progressiva fino a raggiungere un numero molto consistente alla fine degli anni Trenta. I giovani stalloni che nascevano ogni anno venivano affidati al deposito di Ferrara per le riproduzioni selezionate oppure destinati ad altri depositi Stalloni. Difatti, molti giovani riproduttori “derivati bretoni” furono acquistati nelle zone di Crema, Reggio Emilia e Pisa per essere utilizzati nei relativi depositi.
La seconda guerra mondiale rappresentò per la razza un momento di crisi ma il processo evolutivo riprese nell'immediato dopoguerra. Grazie alla risalita agricola e all'attenzione costante dell'agricoltura verso la trazione animale, ci fu un'importante espansione dell'allevamento di CAITPR in aree sempre più vaste e differenziate. Tra queste, oltre alla zona storica, furono coinvolte la Lombardia, l’Emilia Romagna, l’Italia centrale, la Puglia e la Sardegna. Gli anni Cinquanta segnarono pertanto l’inizio di una forte ripresa d’interesse verso questo cavallo.
La razza fu ufficialmente denominata con il suo nome attuale (Cavallo agricolo da tiro pesante rapido - CAITPR) sul finire degli anni Quaranta e inizio anni Cinquanta. La denominazione stabiliva, per questo tipo di produzione equina, il conseguimento e l'approvazione dello standard di razza autonoma. Alla fine degli anni Cinquanta fu inoltre stabilito il nuovo Libro Genealogico che ancora oggi consente l’utilizzo di stalloni Bretoni.
La successiva meccanizzazione agraria portò però a una profonda crisi che si protrasse fino agli anni Settanta. I grandi allevatori non videro più la necessità di continuare con l’allevamento del CAITPR e di conseguenza cessarono l’attività. Tuttavia, la forte presenza di soggetti allevati nelle aziende agricole di famiglia e l’aumento dell’interesse per la razza nel centro meridione, consentirono alla sopravvivenza di questo ceppo equino. La conservazione del CAITPR fu inoltre garantita grazie alla tradizione ippofaga in alcune zone d’Italia: si verificò un cambio di destinazione di tali animali che passarono da fornitori di lavoro a fornitori di carne.
Alla fine degli anni Settanta, la gestione del Libro Genealogico (L.G.) della razza passò dall'Istituto d’Incremento Ippico di Ferrara all'Associazione Nazionale Allevatori del Cavallo Italiano da Tiro Pesante Rapido (ANACAITPR), fondata nel 1956 a Verona. Tale associazione, che gestisce tuttora il Disciplinare di razza, è sotto il controllo del Ministero dell’agricoltura e delle foreste.
Il passaggio gestionale consentì pertanto all’ANACAITPR di operare su tutto il territorio nazionale e in questo modo il controllo selettivo venne esteso anche al di fuori della zona storica. Difatti, i giovani stalloni provenienti da quest’ultima, che s’incrociarono con le fattrici di molte altre aree italiane, crearono una base di popolazione CAITPR la quale fu successivamente introdotta nel Disciplinare. I predecessori in questo senso furono gli allevatori pugliesi che iniziarono la loro attività selettiva già sul finire degli anni Settanta. Nei primi anni Ottanta ebbe pertanto inizio l’affiancamento degli allevatori dell’area storica con i nuovi allevatori italiani del centro-meridione. Tale affiancamento permise l’allargamento della base selettiva su cui si fonda il Libro Genealogico.

## Morfologia
Il CAITPR è una razza da tiro pesante rapido utilizzata nel traino di carichi medio pesanti con andature al trotto.

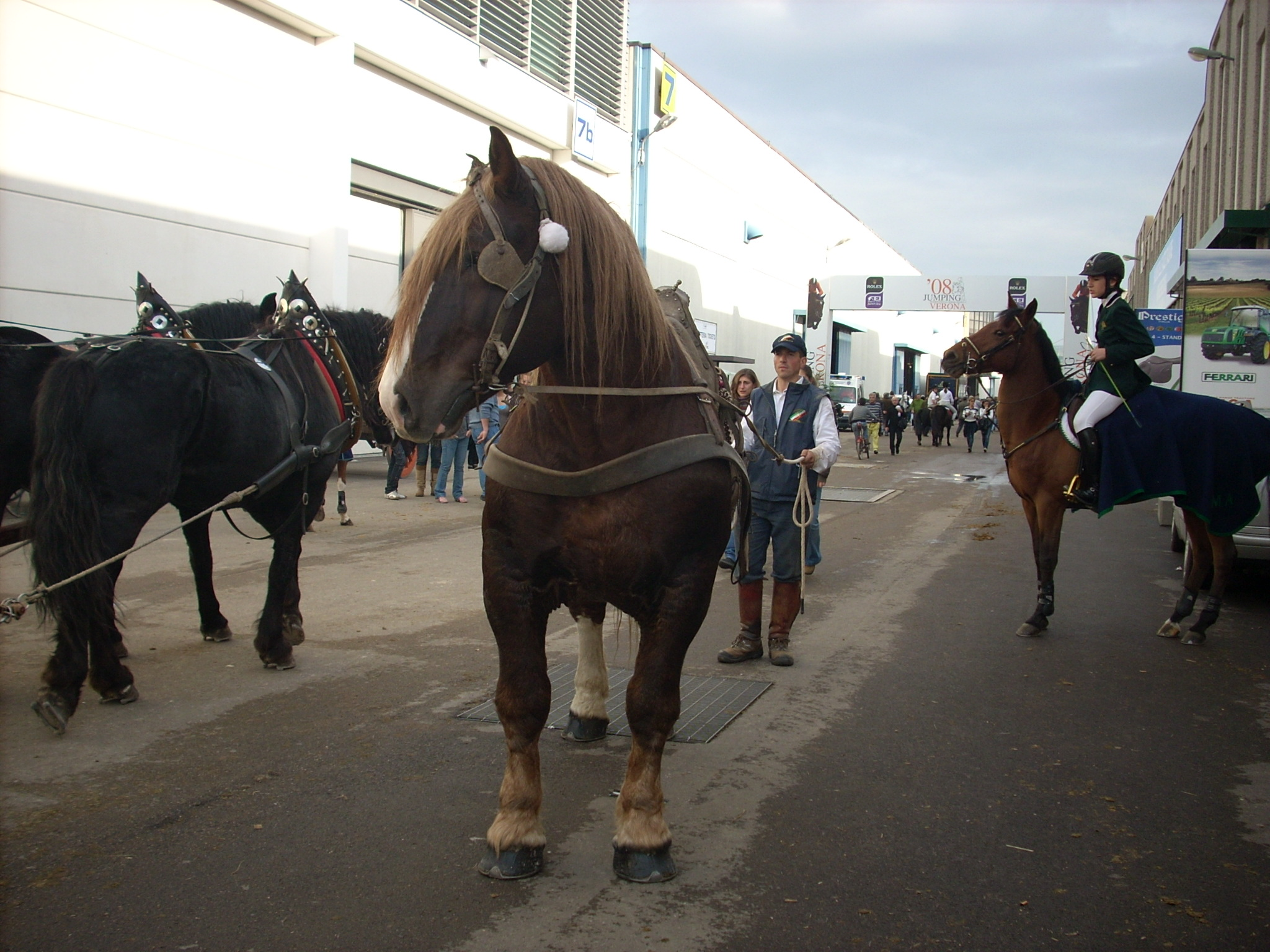
TPR, Rialto CP - stallone 4 anni, addestrato alle redini lunghe da Luigi Francescangeli (RI)

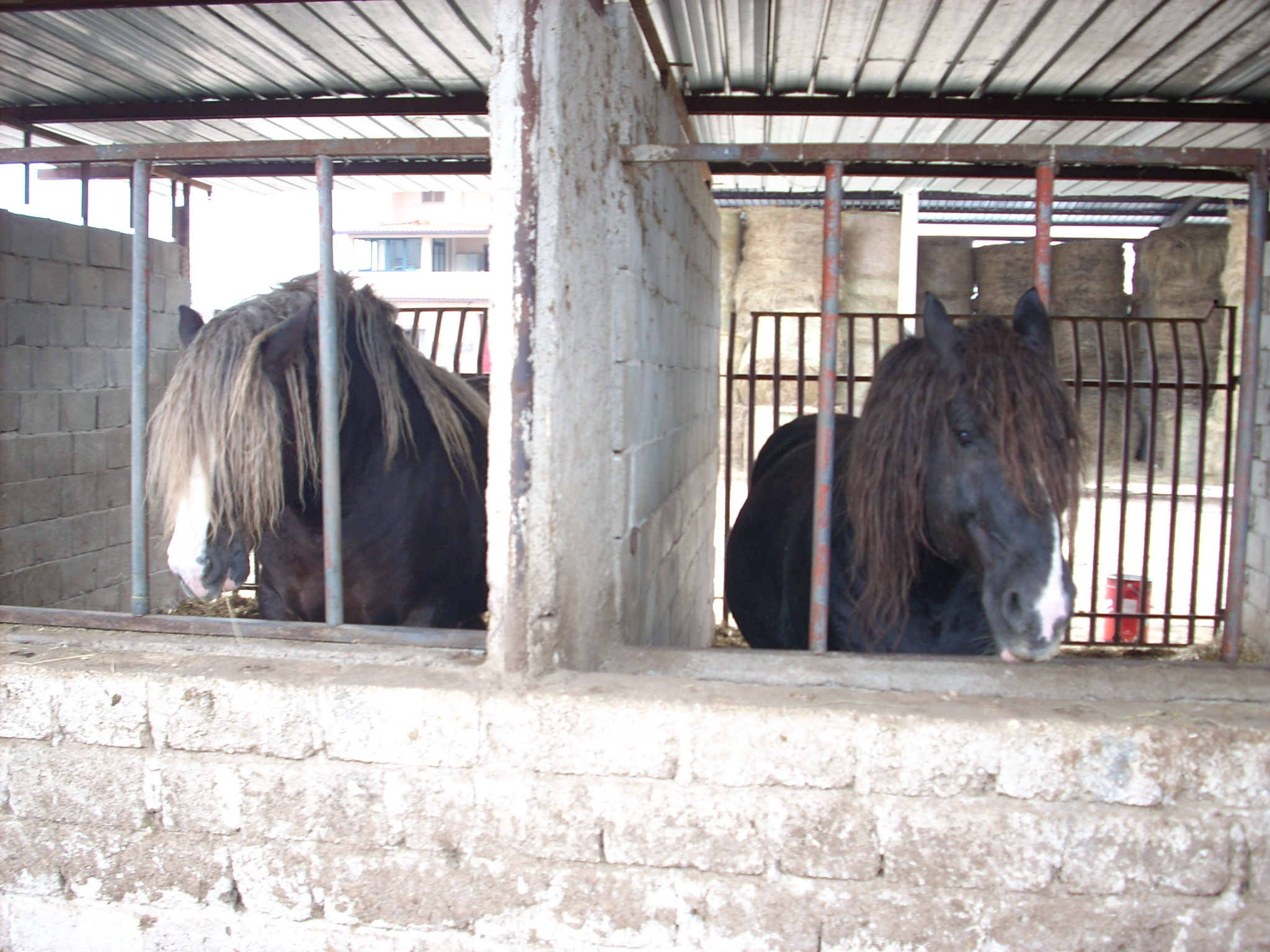
Cavallo agricolo italiano da tiro pesante rapido: due esemplari Valdano e Lirico

### Caratteristiche della razza
Il CAITPR appartiene al tipo brachimorfo. Presenta una testa piuttosto leggera, quadrata, asciutta e ben attaccata con fronte larga ed occhi grandi e vivaci. Il profilo fronto nasale è rettilineo con narici grandi e mobili mentre il canale intra-mascellare è aperto e asciutto. Le orecchie sono piuttosto piccole. Il collo è corto e muscoloso con una base piuttosto larga, nel complesso risulta ben portato. Il garrese asciutto, muscoloso e mediamente rilevato. Il dorso breve e largo con masse muscolari ben sviluppate e la linea dorso lombare forte. La groppa mediamente inclinata, ampia, ben fornita di masse muscolari e preferibilmente doppia. La coda risulta ben attaccata. Il petto è largo e muscoloso e torace ampio e profondo. Il fianco è breve e arrotondato e l’addome è ben sviluppato e abbastanza sostenuto. Gli arti sono brevi e forti con articolazioni ampie tendenti alla rotondità, presentano appiombi regolari ed estremità con ciuffi di peli. La spalla è muscolosa, sufficientemente inclinata e di buona lunghezza. Il braccio piuttosto largo, muscoloso e ben diretto. Il ginocchio è largo spesso e asciutto. la coscia e la natica molto muscolose infatti il profilo posteriore è convesso. La gamba è muscolosa e abbastanza inclinata. Il garretto è largo e asciutto. Lo stinco è corto, largo e forte. Il nodello è largo e spesso. La pastoia è corta, robusta e giustamente inclinata. Lo zoccolo è proporzionato e di buona conformazione
I mantelli ammessi sono sauro, ubero e baio preferibilmente carichi; è tollerato il mantello roano e gli altri mantelli. Presenta una folta criniera con abbondante ciuffo che ricade sulla fronte. Possono presentare o meno macchie bianche a sede fissa, ovvero stella, lista, balzane, con le seguenti limitazioni:
- Non sono ammesse stelle che comprendano gli occhi e sfacciature di lista che comprendano la mascella. Non sono ammessi lisci che risalgano sulla mandibola e sui lati della mascella se non in misura ridotta.[1]

- non è ammessa la presenza di macchie bianche al tronco anche se ridotte. Non sono ammesse nevicature estese ma è tollerata la presenza di nevicature al ventre e al torace se isolate e di estensione ridotta.[1]

- Non sono ammesse balzane alto calzate o altissimo calzate ma sono ammesse macchie bianche isolate all’avambraccio o alla gamba se di dimensioni molto ridotte.[1]

#### Misure biometriche
il CAITPR è una razza di mole notevole con un peso negli adulti che varia da 700 a 900 kg.
I maschi oltre i 26 mesi di età hanno un’altezza minima di 150 cm al garrese e un’altezza massima di 168 cm al garrese, una circonferenza dello stinco di 22,5 cm e un rapporto circonferenza torace/altezza al garrese di 1,30 cm. Dalle nascite 2019, l’altezza minima al garrese sarà di 153 cm al garrese.
Le femmine oltre i 26 mesi di età hanno un’altezza minima di 146 cm al garrese e un’altezza massima di 168 cm al garrese, una circonferenza dello stinco di 22 cm e un rapporto circonferenza torace/altezza di 1,22 cm. Dalle nascite 2019, l’altezza minima al garrese sarà di 150 cm.

### Rilevamento morfologico
I rilevamenti morfologici sono fondamentali per capire il valore genetico dei soggetti e perciò quali puledri sono da ammettere alla sezione principale classi candidati riproduttori selezionati (CCRS) e riproduttori selezionati (CRS), e quali femmine da registrare alla sezione supplementare. La commissione tecnica centrale stabilisce le metodiche per tali rilevamenti.
I rilevamenti morfologici vengono riassunti in una scala di gradimento che traduce quanto il soggetto si avvicina alle caratteristiche fenotipiche della razza pura; tale scala è così organizzata:
- Ottimo: piena corrispondenza alle caratteristiche fenotipiche della razza pura.[1]
- Molto buono: leggero scostamento dalle caratteristiche fenotipiche della razza pura.[1]
- Buono: qualche scostamento dalle caratteristiche fenotipiche della razza pura, tale scostamento non costituisce difetti trasmissibili importanti. In generale, il quadro morfologico rispecchia il soggetto di razza pura.[1]
- Discreto: evidenti scostamenti dalle caratteristiche fenotipiche della razza pura. Tali scostamenti sono tollerabili e vi è rispetto del quadro morfologico della razza pura.[1]
- Sufficiente: discostamenti dalle caratteristiche fenotipiche della razza pura ed evidenti difetti anche se il quadro morfologico è accettabile.[1]
- Insufficiente: le caratteristiche fenotipiche non rappresentano la razza pura, il soggetto risulta quindi fuori standard di razza. Inoltre può presentare difetti trasmissibili evidenti e marcati.[1]

Per l’attribuzione del punteggio di sufficiente o superiore non sono ammessi i seguenti difetti ereditabili: tronco troppo lungo, cilindrico con insellatura accentuata; reni mal attaccati e costato piatto; arti troppo lunghi, esili con articolazioni poco funzionali e forti difetti di appiombi; masse muscolari poco sviluppate soprattutto nelle regioni del dorso, dei lombi, della groppa, della coscia e della natica. Tali difetti portano ad avere disarmonie nelle forme e diametri trasversi insufficienti.
Per l’attribuzione del punteggio di buono, molto buono e ottimo non sono ammessi i seguenti difetti ereditabili: testa pesante ed eccessiva incidenza dell’impalcatura scheletrica rispetto alle masse muscolari che comportano una conformazione generale grossolana; groppa notevolmente inclinata; diametri trasversi non superiori alla media; arti con difetti di appiombi, modesto impulso nel movimento ed andature che compromettono la durata della carriera del soggetto. Il mantello deve essere sauro, ubero o baio preferibilmente carico.
In generale, il soggetto deve presentare armonia nelle forme con una conformazione morfologica compatta e ben proporzionata. La groppa deve essere doppia ed il mantello preferibilmente sauro con i crini chiari. Nonostante la mole deve presentare agilità nei movimenti, andature fluide, falcata lunga e, soprattutto, un buon ritmo nel trotto che è l’andatura che lo caratterizza.
Il rilevamento morfologico viene effettuato da un tecnico esperto di razza abilitato dal libro genealogico.

#### Età di rilevamento morfologico
Il rilevamento morfologico viene effettuato per la prima volta sotto madre ai 6 mesi di età per entrambi i sessi; tale rilevamento per i maschi è valido per l’accesso alla classe candidati riproduttori selezionati (CCRS) mentre alle femmine viene attribuita la qualifica della scala di gradimento utile all’allevatore per fare le proprie scelte di rimonta. Il rilevamento morfologico si ripete una seconda volta ai 26-30 mesi di età per entrambi i sessi: i maschi vengono rivalutati per l’accesso alla classe riproduttori selezionati (CRS) e in sede di secondo rilevamento per la rivalutazione; mentre le femmine vengono rivalutate per verificare se rappresentano ancora gli standard di razza e la qualifica a loro attribuita è quella ufficiale del Libro Genealogico.

#### Metodi di rilevamento morfologico
Si utilizza una scheda di valutazione morfologica così articolata:
1. Rilevamento lineare: prevede nove valori (1-1,5-2-2,5-3-3,5-4-4,5-5) da attribuire ai caratteri considerati. Per i soggetti sotto madre si valutano 11 caratteri: distinzione/espressione, nevrilità/movimento, sviluppo generale, incidenza masse muscolari, incidenza scheletrica, profondità toracica, diametri anteriori, diametri posteriori, lunghezza linea dorsale, direzione linea dorsale, falciatura/stangatura. Per i soggetti dopo i 26 mesi di età, oltre a questi 11 caratteri, si valutano anche: mancinismo/cagnolismo anteriore e posteriore, vacciniamo/garretti aperti.[1]
2. Parte descrittiva: comprende le annotazioni morfologiche ritenute opportune ed eseguite dall’Esperto di Razza. Tali annotazione riguardano gli aspetti non compresi nel rilevamento lineare perché più di dettaglio.[1]
3. Misure biometriche: per i soggetti oltre i 26 mesi di età vengono rilevate tre misure: altezza al garrese, circonferenza toracica e circonferenza stinco. Tali misure devono rientrare nei minimi e nei rapporti dello standard di razza.[1]
4. Gradimento morfologico: si basa su sei livelli: Insufficiente, Sufficiente, Discreto, Buono, Molto Buono, Ottimo, attribuiti dall’Esperto di Razza al termine del rilevamento.[1]
5. Rivalutazione: per i soggetti ammessi alla classe CRS il gradimento morfologico e le misure biometriche possono essere riviste una sola volta dopo i 3 anni di età.[1]

## Libro genealogico
Il Libro Genealogico conserva il ruolo decisionale in merito alla valutazione dei requisiti dei soggetti e alle regole operative per l'adesione al programma di selezione della razza. Esclusivamente gli allevatori di capi dotati dei requisiti tecnici previsti, richiedenti l'adesione al vero programma di selezione, possono parteciparvi. Il Libro Genealogico ha subito un aggiornamento nel corso dell'anno 2018 per l'adeguamento al Regolamento Europeo 1012/2016 ed al Decreto Legislativo 52/2018. Tale nuovo disciplinare è stato approvato dal Ministero il 14 dicembre 2018.
È composto da una sezione principale e da una sezione supplementare. La sezione principale è a sua volta suddivisa in registri in base al sesso e in classi di merito in base ai requisiti tecnici oggettivi ed ereditari dei soggetti. Nei registri suddivisi in base al sesso si nota il registro genealogico principale femmine (RGPF) e il registro genealogico principale maschi (RGPM). Successivamente i registri di entrambi i sessi sono suddivisi in classi di merito, dove gli esemplari vengono classificati a seconda delle loro caratteristiche genetiche, ereditarie e di ascendenza. La prima classe di merito è la classe base (CB), dove possono accedere tutti i soggetti identificati con un regolare passaporto che attesta la razza e che abbiano almeno una generazione parentale iscritta ad una delle due sezioni del libro genealogico. La seconda fascia di merito fa riferimento alla classe candidati riproduttori selezionati (CCRS) dove possono accedere tutti i puledri maschi aventi almeno tre generazioni di ascendenti in possesso del libro genealogico, assieme a tutte le puledre femmine aventi almeno una generazione in possesso del libro genealogico. Appartengono a questa classe anche puledri nati da genitori appartenenti alle classi riproduttori selezionati (CRS) e puledre femmine nate da padre appartenente alla CRS, mentre la madre può anche essere iscritta alla sezione supplementare. Tutti i soggetti iscritti in questa fascia devono necessariamente avere almeno il minimo nel valore genetico di pedigree, è necessario l'accertamento sempre da parte della commissione tecnica centrale di un minimo di gradimento morfologico e, per i puledri maschi, del DNA. Per le femmine l'accertamento di appartenenza al libro genealogico può essere obbligatorio o a campione. L'ultima fascia fa riferimento alla classe riproduttori selezionati (CRS), dove dopo un obbligatorio rilevamento morfologico possono accedere i soggetti che, su decisione della commissione tecnica centrale l'hanno superato, e che provengono soltanto dalla CCRS.È importante specificare che soltanto i maschi appartenenti alla CRS possono essere abilitati per la fecondazione artificiale.La sezione supplementare identifica i soggetti che non sono considerati di razza pura e si fa riferimento esclusivamente alle femmine che hanno ottenuto almeno il giudizio morfologico di discreto e che sono figlie di uno stallone appartenente alla CRS, precedentemente verificato tramite la sua documentazione ed eventualmente controllo DNA.

### Marchio di razza

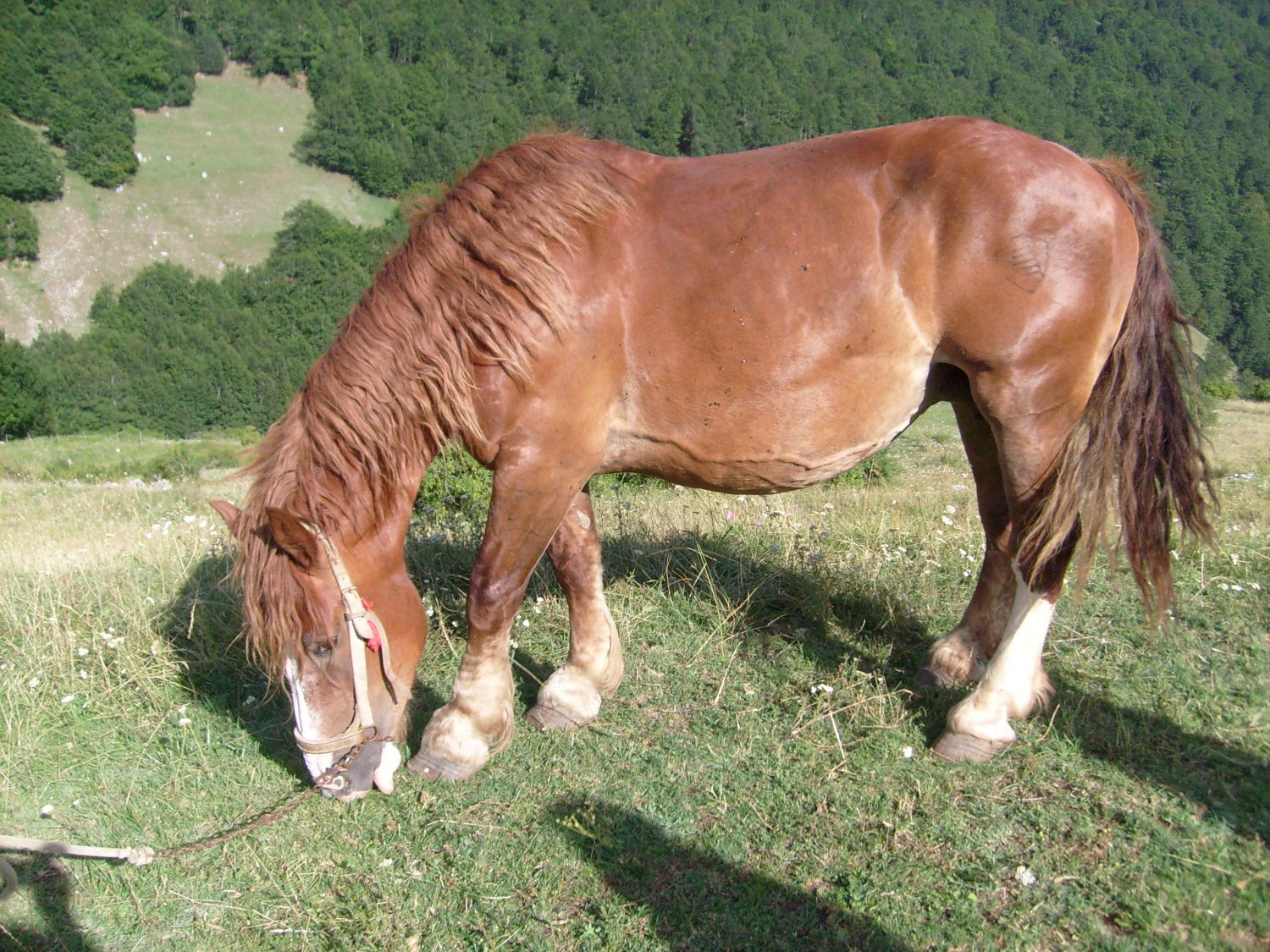
Fattrice iscritta LG CAITPR marchiata a fuoco sulla coscia sinistra

I soggetti appartenenti alle classi CCRS e CRS della sezione principale possono essere marchiati a fuoco con un marchio di razza dell'Associazione Nazionale protetto da brevetto. Il marchio deve essere richiesto dal proprietario e deve essere applicato seguendo la vigente normativa sul benessere animale.Il marchio è uno scudo con all'interno una scala a cinque pioli, avente le dimensioni di 11 cm di altezza e 9 cm di larghezza. Viene applicato sulla coscia sinistra nei soggetti appartenenti alla classe CCRS e nel lato sinistro del collo negli esemplari iscritti alla classe CRS. Se nel programma di selezione sono stati inseriti soggetti di razza Bretone per poter migliorare il CAITPR, questi non devono venire identificati tramite marchio, ma è sufficiente la loro identificazione tramite lo strumento di identificazione richiesto dalla vigente normativa sugli equidi.

## Selezione
L'obiettivo del programma genetico del CAITPR è migliorare la duplice attitudine che caratterizza la razza: il tiro pesante rapido e la produzione di carni di qualità.La selezione della razza CAITPR, ovvero Cavallo agricolo italiano da tiro pesante rapido, inizia ufficialmente nel 1927 con la nascita della prima generazione di puledri nelle "stazioni di fecondazione selezionate". L'origine di questo ceppo equino tuttavia risale ai decenni precedenti data l’assenza in Italia di capi equini da tiro pesante. Attualmente il Libro Genealogico del CAITPR registra oltre 6500 capi iscritti, tra i quali circa 3000 fattrici. L'intera popolazione è presente in circa 900 allevamenti distribuiti in 16 regioni italiane; Veneto, Emilia Romagna, Umbria, Lazio, Abruzzo e Puglia sono le aree più popolate da questa razza, ma vi è una distribuzione comunque diffusa su tutto il territorio nazionale.L'attuale obbiettivo di selezione prevede la produzione di soggetti dotati di un corretto equilibrio tra determinate caratteristiche: diametri trasversi, massa muscolare, sviluppo e brillantezza nei movimenti. Gli obbiettivi includono anche la selezione di stalloni adulti con una statura al garrese compresa tra 155 e 160 cm, 150-158 cm per le femmine. Il peso vivo può essere incluso nell’intervallo tra 700 e 900 kg. Sono soggetti di mole medio-pesante ma capaci di andature come passo e trotto, dotati di caratteristiche morfologiche delle razze da tiro abbinate a doti di finezza e correttezza, quest’ultime necessarie tuttavia a garantire alla razza una polivalenza attitudinale.Nel ventennio successivo al 1970 il CAITPR è stato selezionato per la produzione di carne. In seguito si è assistito ad un mutamento degli obiettivi di selezione, volti verso la crescente domanda di animali impiegati in attività amatoriali come gli attacchi. Parallelamente, oltre alle diverse attitudini tipiche come quelle agro-forestali, la selezione della razza opera per mantenere le caratteristiche rustiche e di adattabilità a tutte le condizioni climatiche del territorio italiano. Tale capacità di adattamento ambientale è fonte di sicurezza per lo sviluppo futuro della razza, intesa come possibile strumento per lo sfruttamento sostenibile delle risorse agricole, specialmente in aree collinari e montane dove sussiste la necessità di salvaguardia degli equilibri ambientali.
In un prossimo futuro, il CAITPR può essere un soggetto componente di politiche agro-ambientali locali ed europee orientate alla riduzione degli impatti ambientali. Questo attraverso lo sviluppo della sostenibilità di attività agro-zootecniche e nel contempo agendo come stimolo ad un reddito integrativo per l'imprenditore agricolo.

## Allevamento

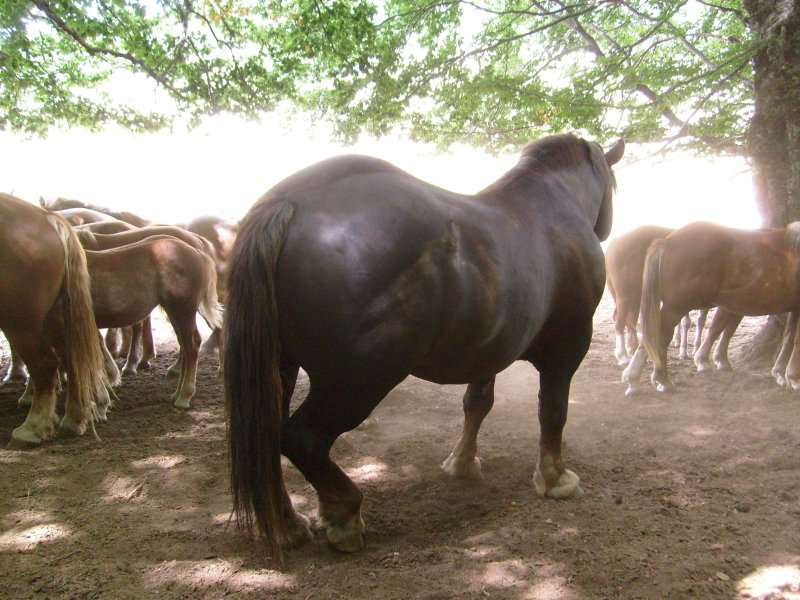
Stallone TPR (cavallo agricolo italiano) con la sua mandria

L'allevamento del CAITPR può essere fatto sia a livello stallino, che allo stato brado. Il CAITPR è un soggetto rustico, capace di adattarsi a tutte le aree climatiche del territorio nazionale italiano. L’allevamento stallino della razza rende possibile sfruttare edifici di recupero in aziende agricole non richiedendo particolari esigenze di stabulazione. I soggetti appartenenti a questa razza sono particolarmente adatti all’allevamento allo stato brado, sfruttando pascoli di scarsa qualità, grazie alla loro mole che permette forti resistenze. L'allevamento del CAITPR rende possibile sfruttare zone poco accessibili all’agricoltura, tuttavia conservando la vocazione di aree altrimenti scarsamente interessate al pascolo.In termini generali l'allevamento dei cavalli viene svolto generalmente in recinti all’interno di fabbricati dedicati, denominati boxes, dove gli animali possono muoversi liberamente. I boxes devono essere sufficientemente ampi per il quotidiano movimento dell’animale, privi di correnti d’aria ma con un'adeguata temperatura (in un range tra 5 e 20 °C) e dotati di una sana lettiera.Il cavallo può essere anche allevato all'aperto, sia allo stato brado che in maneggio. Il CAITPR essendo una razza rustica si adatta a diversi tipi di allevamento. Questa razza si trova spesso nelle piccole e medie aziende agricole, dove può essere utilizzata per svolgere lavori complementari o per l’allevamento di puledri da carne. Inoltre, negli ultimi decenni si sono sempre più affermate discipline amatoriali di attacchi o altri motivi che portano ad allevare e detenere un CAITPR, tra cui il turismo equestre. Solitamente per quest’ultime attività la stabulazione è in boxes individuali. Al contrario, l’allevamento per la produzione di puledri da carne è praticato utilizzando box multipli, dove le esigenze di pulizia della lettiera sono minori. L'allevamento di questa razza equina si basa su consolidate norme tecniche in fatto di igiene, alimentazione, riproduzione e benessere animale che, a parità di tutte le altre razze, devono essere rispettate. Indicativamente per tutte le razze equine, le prime manifestazioni riproduttive nelle cavalle si hanno intorno ai 14-20 mesi, ma la monta si preferisce non effettuarla prima dei tre anni circa di età. Il momento ideale per la fecondazione si verifica alla fine dell'estro, solitamente esso avviene da Febbraio a Giugno: è preferibile infatti per motivi alimentari della madre avere la nascita di puledri in primavera. La gestazione dura 11 mesi, alla nascita il puledro si alimenta con il latte della madre fino a circa 20 mesi per poi cominciare ad alimentarsi con fieno. Il cavallo CAITPR adulto viene alimentato a seconda delle sue necessità e del dispendio energetico a cui è sottoposto: si deve considerare che le energie consumate per il lavoro pesante e lento, tipico del CAITPR, sono solitamente minori rispetto al consumo energetico che ha un cavallo utilizzato per il lavoro in velocità. L'alimentazione contribuisce a mantenere il soggetto in condizioni ideali. Solitamente al CAITPR è possibile somministrare fieno, qualche concentrato come cereali, anche la paglia di frumento risulta essere apprezzata.

## Consistenza, attitudini ed usi

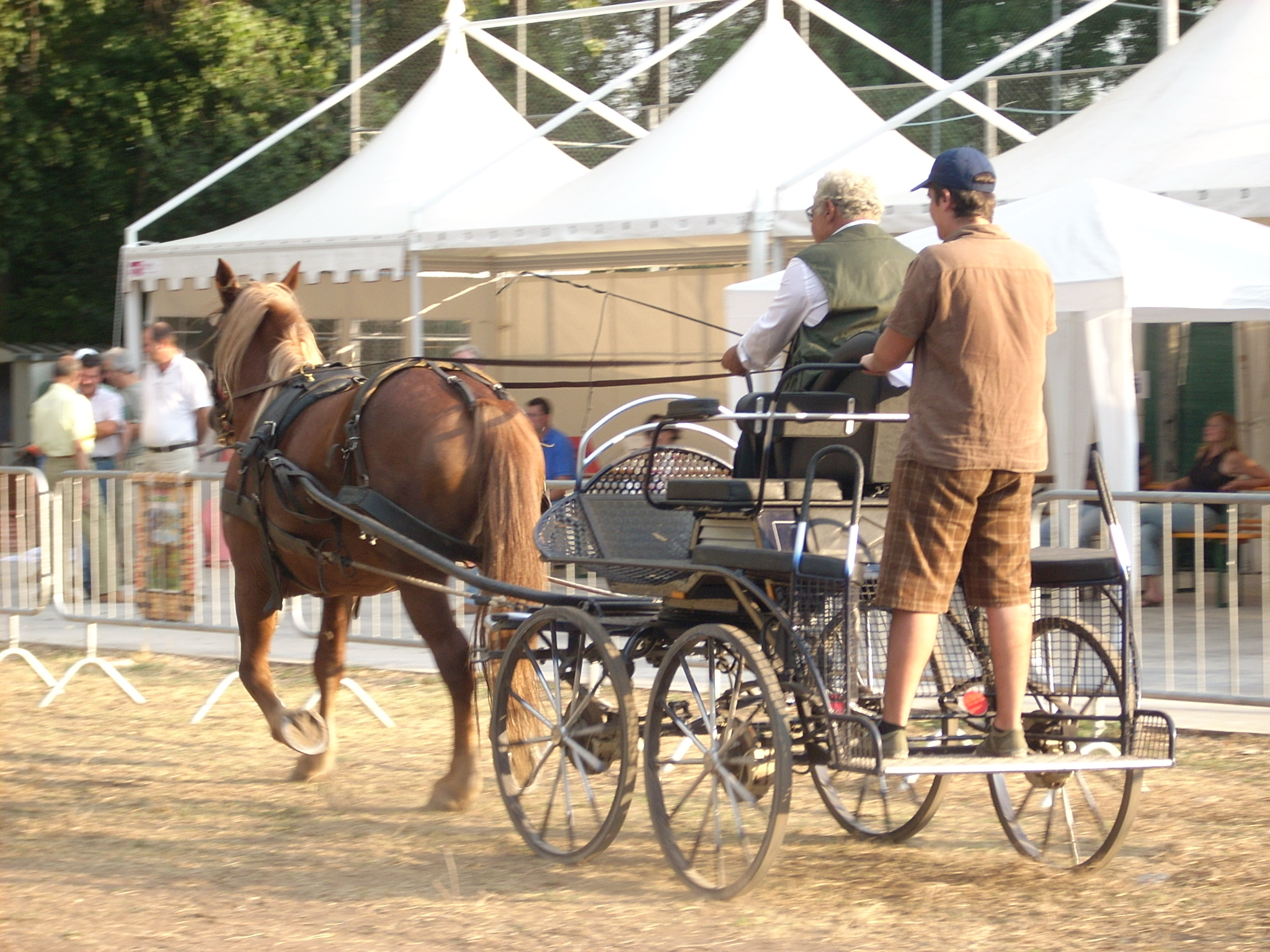
CAITPR, prove addestramento attacchi Montebuono (RI) 2008

### Consistenza
Attualmente il CAITPR può vantare circa 8100 capi iscritti, di cui oltre 3000 fattrici, presenti in circa 900 allevamenti distribuiti in 16 Regioni. Le zone con maggior presenza sono il Veneto, l’Emilia Romagna, l’Umbria, il Lazio, l’Abruzzo e la Puglia ma si hanno buone presenze anche in Friuli, Marche, Toscana, Molise e Campania. Allevamenti più isolati, ma molto attivi selettivamente, sono in Piemonte, Lombardia, Trentino e Basilicata. Al 2015, sono stati censiti oltre 5600 capi, di cui 370 stalloni e la regione con il maggior numero di esemplari è il Lazio.
Il CAITPR può dunque vantare di una consistenza ormai diffusa in maniera quasi completa in tutto il territorio nazionale. Va inoltre considerata la grande capacità di adattamento che ha adottato la razza passando da un allevamento di tipo stallino (tipico della zona storica) al semi-brado o al brado integrale (più diffusa nella dorsale appenninica).

### Attitudini ed usi

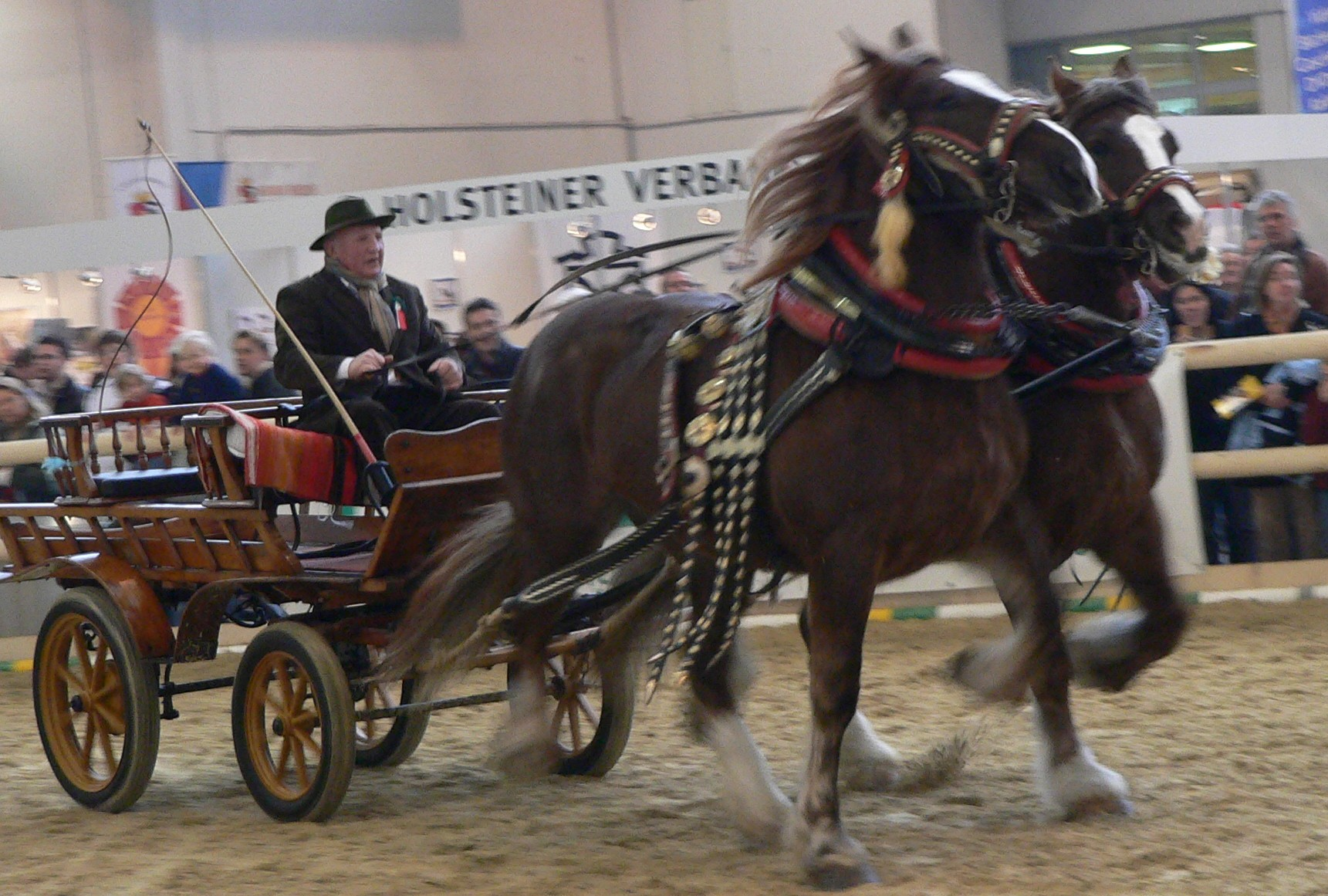
Disciplina degli attacchi

Attorno agli anni Settanta e Ottanta il CAITPR venne considerato come razza totalmente vocata alla produzione della carne ma gli anni Novanta segnarono il ritorno dell’interesse per gli attacchi amatoriali e l’impiego di tale cavallo nell'attività di turismo ambientale (visite con carri nei parchi e riserve). Inoltre, sempre a partire dagli anni 1990, il CAITPR ha riscontrato un rinnovato interesse come cavallo da lavoro in ambito agricolo (soprattutto per l’impiego in aziende biologiche e biodinamiche) e in ambito forestale (in particolare nelle aree a più delicato equilibrio ambientale).
Oggi, la razza CAITPR viene ancora impiegata per la produzione della carne, per i lavori agricoli in ambienti montani dove risulta difficile l’impiego di mezzi meccanici, per la fienagione e per il disboscamento. Per di più, l’impiego del Cavallo agricolo italiano da tiro pesante rapido negli attacchi amatoriali non è stato abbandonato: molti allevatori infatti addestrano e preparato i loro cavalli a questa disciplina.
Tuttavia, grazie alle proprie caratteristiche morfologiche e di adattamento a diverse tipologie di allevamento, la razza va sempre più configurandosi come uno strumento per lo sfruttamento sostenibile delle risorse agricole e per la salvaguardia ambientale, con minimo impatto sugli equilibri di aree collinari e montane. Il CAITPR diviene perciò una componente fondamentale per le politiche agro-ambientali, stimolando le attività agricolo-zootecniche eco-compatibili ed incentivando lo sviluppo di nuove opportunità di reddito per gli agricoltori. Molte regioni hanno colto queste opportunità riservando attenzione al CAITPR e ai suoi allevatori.